# Chiesa di San Cristoforo a Monna
La chiesa di San Cristoforo a Monna è un edificio sacro che si trova in località Monna, nel comune di Caprese Michelangelo, in provincia di Arezzo, diocesi di Arezzo-Cortona-Sansepolcro.

## Storia e descrizione
Fu fondata già prime del 1000 dai benedettini, al cui stile corrispondono l'abside semicircolare, la finestrella rozza a doppio sguancio e l'architrave triangolare. Nel XIII secolo risultava dipendente dalla badia delle Sante Flora e Lucilla di Arezzo ed è nominata con il titolo di San Cristoforo solo nel 1349; nel 1520 passò alla diocesi di Sansepolcro.
L'edificio ad una sola navata è stato rinnovato nel 1882-1894 con il rialzamento dei muri perimetrali e la costruzione di due cappelle laterali. Un nuovo restauro fu eseguito nel 1936.
L'origine altomedievale è attestata dal ritrovamento di un pluteo d'altare in pietra, oggi nella cappella di sinistra. All'XI-XII secolo risale il rilievo ricavato in una pietra triangolare, nella facciata in alto.